# Windows ME
Windows ME (ook wel Windows Millennium Edition of Windows Millennium) is een besturingssysteem van Microsoft voor de pc. Het versienummer is 4.90.3000. Het is de laatste in de Windows 9x-serie. Het besturingssysteem wordt door Microsoft zowel met twee hoofdletters (ME) als met een kleine tweede letter geschreven (Me). Het verscheen op 14 september 2000, maar werd reeds in oktober 2001 opgevolgd door Windows XP. In april 2009 had Windows ME nog rond de 0,11 procent marktaandeel voor desktopcomputers.
Ten opzichte van Windows 98 heeft het meerdere uitbreidingen, zoals Systeemherstel, Spider Solitaire, internetspelletjes, een andere manier om de versies van systeembestanden bij te houden, ondersteuning voor zipbestanden, verscheidene nieuwe mediatoepassingen, zoals de vernieuwde Windows Media Player 7 en Windows Movie Maker, enzovoorts. De basis van Windows ME is MS-DOS 8.0, de allerlaatste, sterk uitgeklede versie van MS-DOS.
Toch wordt het over het algemeen afgeraden om Windows ME te gebruiken, omdat het besturingssysteem vrij instabiel is. Zelfs de vorige versies, Windows 98 em Windows 98 SE, zijn een stuk stabieler. Windows 2000 en Windows XP zijn een héél stuk stabieler door een betere kernel. Microsoft was aanvankelijk van plan een servicepack uit te brengen voor Windows ME, maar dat is uiteindelijk niet doorgegaan. De instabiliteit kwam meestal door incompatibele stuurprogramma's, omdat fabrikanten hun stuurprogramma's niet testten op ME en/of geen nieuwe uitbrachten.
Door de beruchte instabiliteit werden er al snel andere betekenissen voor het ME-deel bedacht (bijvoorbeeld "Windows Meer Ellende", "Windows Mislukte Editie", "Windows Moron Edition", "Windows Mistake Edition", "Windows Miserable Edition", "Windows Multiple Error" of Windows Malfunctioning Environment). Soms wordt het besturingssysteem ook wel Windows 98 Third Edition genoemd, naar analogie met Windows 98 SE (Second Edition).
Tijdens het installeren kan aan het installatieprogramma de optie /nr meegegeven worden, waardoor Systeemherstel wel wordt geïnstalleerd, maar niet gebruikt kan worden.